# Арельяно Феликс, Бенхамин
Бенхамин Арельяно Феликс (исп. Benjamín Arellano Félix также известен как «El Min» род. 12 марта 1952 года) — крупный мексиканский наркоторговец. Экс-лидер наркокартеля Тихуана. Будучи лидером картеля, Феликс контролировал наркотрафик через северо-западный штат Нижняя Калифорния, объем трафика составлял треть от всего ввозимого кокаина в США.

## Биография
Родился 12 марта 1952 года в Кульякан, штат Синалоа, Мексика. В семье было еще 6 братьев и 3 сестры. В начале 1980-х он был уже крупной шишкой в мексиканской наркоторговле. Первый раз был арестован мексиканской полицией 18 марта 1982 года. Однако тогда Арельяно избежал наказания. Мексиканское правительство назначило за информацию о местонахождении Бенхамина Арельяно Феликса награду в 2.000.000 долларов США. Однако с помощью влиятельных покровителей и сильной коррумпированности мексиканской правоохранительной системы, наркобарону удавалось избегать задержания еще почти 20 лет. Наконец мексиканским полицейским удалось выйти на известного наркобарона, через его дочь. 9 марта 2002 года Бенхамин Арельяно Феликс был задержан в штате Поэбла.
После долгих разбирательств он был приговорен в Мексике к 20 годам лишения свободы. После чего 29 апреля 2011 года экстрадирован в США, где также предстал перед судом, который 2 апреля 2012 года признал Бенхамина Арельяно Феликса виновным в наркоторговле, рэкете и отмывании денег и приговорил к 25 годам лишения свободы. После отбытия наказания в американской тюрьме Бенхамин Арельяно Феликс будет депортирован в Мексику, для отбытия 20-летнего тюремного заключения.

## В культуре
В 2018 году вышел телесериал «Нарко: Мексика». Феликса сыграл актёр Альфонсо Досаль.